# Mokameh
Mokameh là một thành phố và khu đô thị của quận Patna thuộc bang Bihar, Ấn Độ.

## Nhân khẩu
Theo điều tra dân số năm 2001 của Ấn Độ, Mokameh có dân số 56.400 người. Phái nam chiếm 53% tổng số dân và phái nữ chiếm 47%. Mokameh có tỷ lệ 56% biết đọc biết viết, thấp hơn tỷ lệ trung bình toàn quốc là 59,5%: tỷ lệ cho phái nam là 65%, và tỷ lệ cho phái nữ là 47%. Tại Mokameh, 16% dân số nhỏ hơn 6 tuổi.